# 태국 재무부
재무부(태국어: กระทรวงการคลัง, 영어: Ministry of Finance : MOF)는 태국 정부의 내각부서 중 하나이다.
국가의 가장 중요한 부처 중 하나로 여겨지는, 재무부는 공공 재정, 세금, 국고, 정부 재산, 정부 독점 운영, 그리고 수익 창출 등 기업에 대한 많은 책임을 지고 있다. 재무부는 또한 정부 기관, 금융기관, 국영기업에 대한 대출 보증을 제공할 수 있는 권한을 가지고 있다.
재무부 수장은 재무부 장관이다. 그는 태국 내각의 일원이며, 따라서 수상의 조언에 따라 태국 국왕이 임명한다. 재무부 장관(2018년)은 아피삭 탄티보라와옹(Apisak Tantivorawong)이다.

## 역사
재무부는 15세기 아유타야 왕조 시대부터 형식적으로 존재해 왔다. 그 후, 재무부는 "크로마 클랑"(กรมคลัง, Kromma Khlang)으로 불렸고, 결국 "크롬 프라 클랑"(กรมพระคลัง, Krom Phra Khlang)으로 격상되었다. "프라 클랑"이나 장관은 조세, 무역, 독점, 조공, 심지어 외교 문제까지 포괄하는 광범위한 권한을 가지고 있었다.
이러한 특징의 대부분은 라타나코신 시대에 유지되었다. 1855년 몽꿋 왕은 영국과 보링 조약을 맺었다. 그 조약은 시암을 현대 무역과 국제 무역에 노출시켰다. 몽꿋 왕은 관세율을 3% 이하로 정할 수 밖에 없었다. 국가는 불리했지만, 국제 무역은 성장했다. 곧 왕은 새로운 도전에 대처하기 위해 관세청과 Royal Thai Mint을 세울 수 밖에 없었다.
쭐랄롱꼰(라마 5세) 왕의 통치 기간 동안의 문무성은 현재의 모습을 취했다. 왕은 1875년 왕명을 발표하여 한 부처에 있는 모든 권력과 기관을 보다 집중적인 포트폴리오로 통합하였다. 그는 그의 삼촌들 중 하나인 마하 말라 팜포라파트 왕자를 초대 장관으로 임명했다. 결국 1933년 공무원개혁법을 통해 부처가 스스로 출범했다. 그 후 왕실 재무부는 현재 10개의 부서와 14개의 국영기업으로 구성된 재무부로 변경되었다.

## 부서

### 정부 기관
- 장관비서관실 (สำนักงานรัฐมนตรี)[5]
- 상임이사국 (สำนักงานปลัดกระทรวงการคลัง)
- 국세청 (กรมสรรพากร)
- 재정정책실 (สำนักงานเศรษฐกิจการคลัง)
- 재무성 (กรมธนารักษ์)
- 관세청 (กรมศุลกากร)
- The Excise Department (กรมสรรพสามิต)
- 공채관리사무소 (สำนักงานบริหารหนี้สาธารณะ)
- 국가 기업 정책 사무소(SEPO) (สำนักงานคณะกรรมการนโยบายรัฐวิสาหกิจ)

### 국영기업[6][7]
- 정부 복권 사무소
- 태국 담배 전매
- 태국 정부 저축 은행
- 정부 주택 은행
- 끄룽 타이 은행 공기업 유한회사
- 농업협동조합은행
- 주류판매소조직 (소비세 부서)
- 카드 놀이 공장 (소비세 부서)
- 태국 수출입은행
- 중소기업신용보증공사 (SBCG)
- 2차 모기지 공사
- 태국 중소기업개발은행 (SME Bank)
- 학생대출기금
- 다나락자산개발회사유한공사

### 공공 기관
1. 인접국 이경제개발협력단 (NEDA)[8]

## 같이 보기
- 태국 밧
- 태국 은행
- 태국 증권거래소
- 태국 내각
- 태국 정부부처
- 태국 정부